# Качап-е Софла
Качап-е Софла (перс. كچپسفلي) — село в Ірані, у дегестані Дабуй-є Джонубі, у бахші Дабудашт, шагрестані Амоль остану Мазендеран. За даними перепису 2006 року, його населення становило 869 осіб, що проживали у складі 230 сімей.

## Клімат
Середня річна температура становить 17,17 °C, середня максимальна – 30,64 °C, а середня мінімальна – 3,87 °C. Середня річна кількість опадів – 895 мм.
| Клімат поселення                              | Клімат поселення | Клімат поселення | Клімат поселення | Клімат поселення | Клімат поселення | Клімат поселення | Клімат поселення | Клімат поселення | Клімат поселення | Клімат поселення | Клімат поселення | Клімат поселення | Клімат поселення |
| Показник                                      | Січ.             | Лют.             | Бер.             | Квіт.            | Трав.            | Черв.            | Лип.             | Серп.            | Вер.             | Жовт.            | Лист.            | Груд.            |                  |
| Середній максимум, °C                         | 11,98            | 12,24            | 15,35            | 20,97            | 24,41            | 27,80            | 30,44            | 30,64            | 27,79            | 23,06            | 17,94            | 13,81            |                  |
| Середня температура, °C                       | 7,90             | 8,18             | 11,29            | 16,93            | 20,35            | 23,72            | 26,10            | 26,30            | 23,44            | 18,70            | 13,61            | 9,48             |                  |
| Середній мінімум, °C                          | 3,87             | 4,14             | 7,24             | 12,86            | 16,29            | 19,70            | 21,75            | 21,95            | 19,10            | 14,38            | 9,26             | 5,14             |                  |
| Норма опадів, мм                              | 95               | 72               | 62               | 29               | 25               | 23               | 24               | 54               | 97               | 158              | 135              | 121              |                  |
| Середньомісячна швидкість вітру, м/с          | 1.98             | 2.50             | 2.50             | 2.33             | 2.41             | 2.85             | 2.77             | 2.20             | 2.04             | 1.91             | 1.99             | 2.08             |                  |
| Середньомісячна сонячна радіація, кДж/м²·день | 8222             | 10286            | 12370            | 15643            | 19940            | 21819            | 21669            | 18750            | 15336            | 11878            | 9449             | 7713             |                  |
| --------------------------------------------- | ---------------- | ---------------- | ---------------- | ---------------- | ---------------- | ---------------- | ---------------- | ---------------- | ---------------- | ---------------- | ---------------- | ---------------- | ---------------- |
| Джерело:                                      |                  |                  |                  |                  |                  |                  |                  |                  |                  |                  |                  |                  |                  |